# Utrechtboog

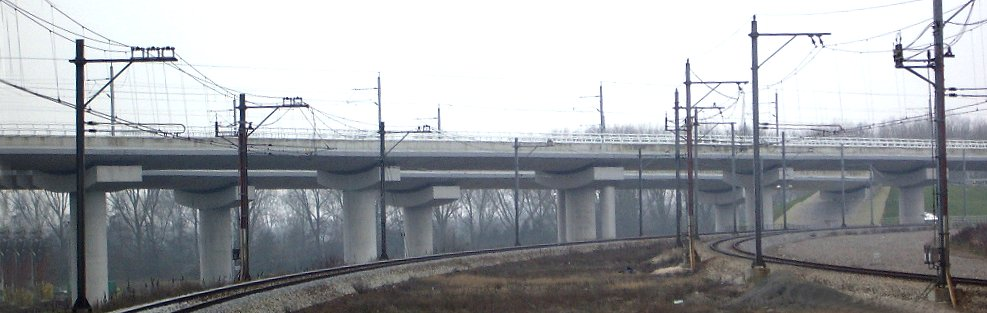
Der Utrechtboog vom Bahnhof Duivendrecht gesehen

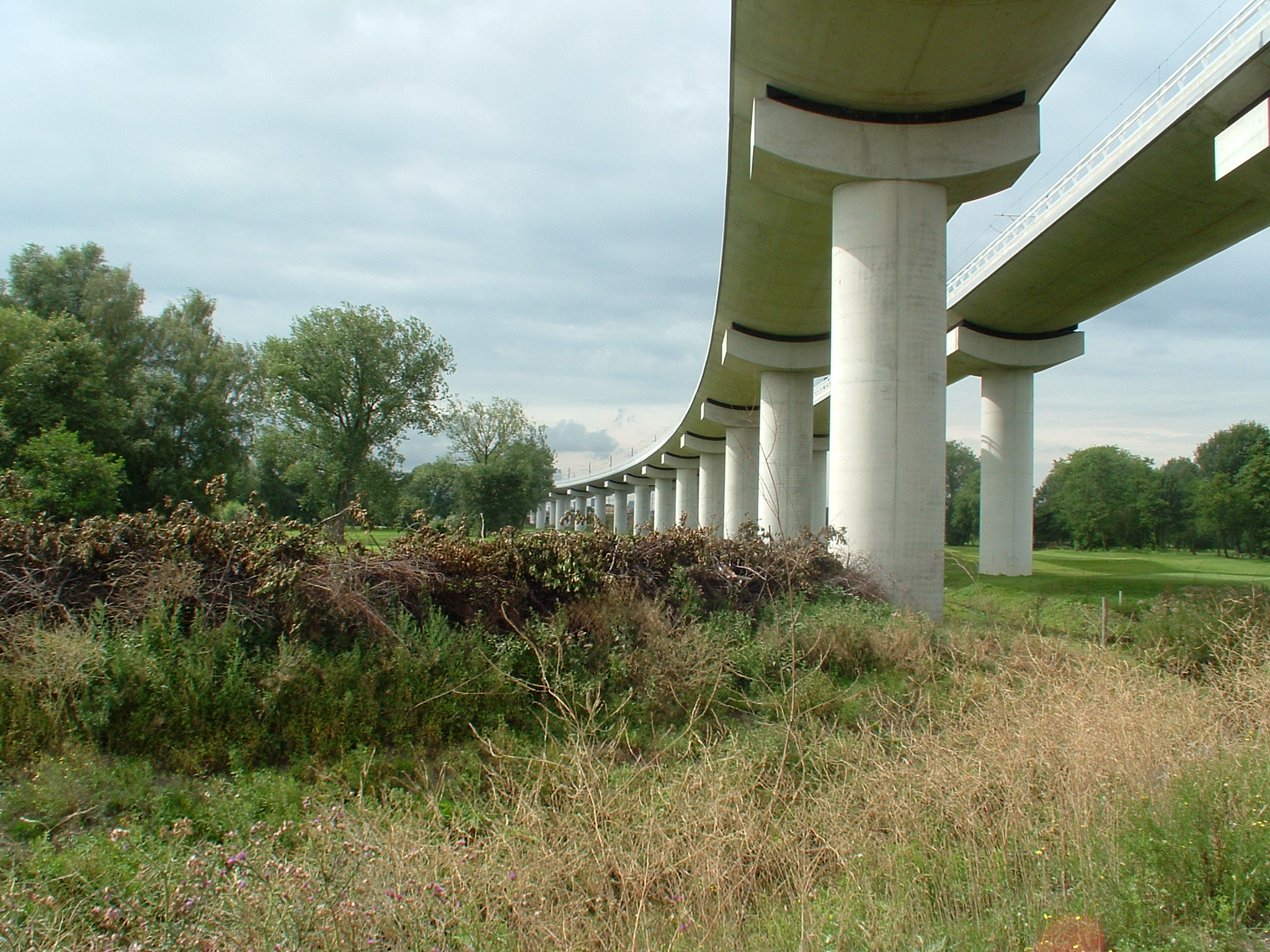
Der Utrechtboog zwischen Amsterdam Bijlmer Arena und Duivendrecht

Utrechtboog (deutsch Utrechter Bogen) ist ein Schienen-Überführungbauwerk im Südosten der niederländischen Hauptstadt Amsterdam, welches am 12. März 2006 eröffnet wurde.
Durch den Utrechtboog können Züge aus Richtung Utrecht ohne über den Bahnhof Amsterdam Centraal zu fahren, den Flughafen Schiphol erreichen, wodurch die Züge etwa sieben Minuten Zeitersparnis haben.
Vorher mussten die Passagiere entweder über Amsterdam Centraal fahren oder am Bahnhof Duivendrecht umsteigen.
Der Utrechtboog fädelt nach dem Bahnhof Amsterdam Bijlmer Arena aus der Bahnstrecke Amsterdam–Arnheim aus und führt auf zwei Viadukten, jeweils eingleisig, in Richtung Westen und fädelt dann nach etwa 1.500 Metern wieder in die Bahnstrecke Weesp–Leiden ein.
In Zukunft soll der ICE-International von Frankfurt am Main über den Utrechtboog bis zum Bahnhof Schiphol Airport fahren.
Koordinaten: 52° 19′ 14″ N, 4° 56′ 3″ O